# Anthrenus pimpinellae
Espèce
Anthrenus pimpinellae est une espèce d'insectes coléoptères, de la famille des Dermestidés, sous-famille des Megatominae, de la tribu des Anthrenini et du genre Anthrenus.

## Description
Taille d'environ 3-4 mm. Les élytres de couleur noire avec des écailles blanches et brunes.

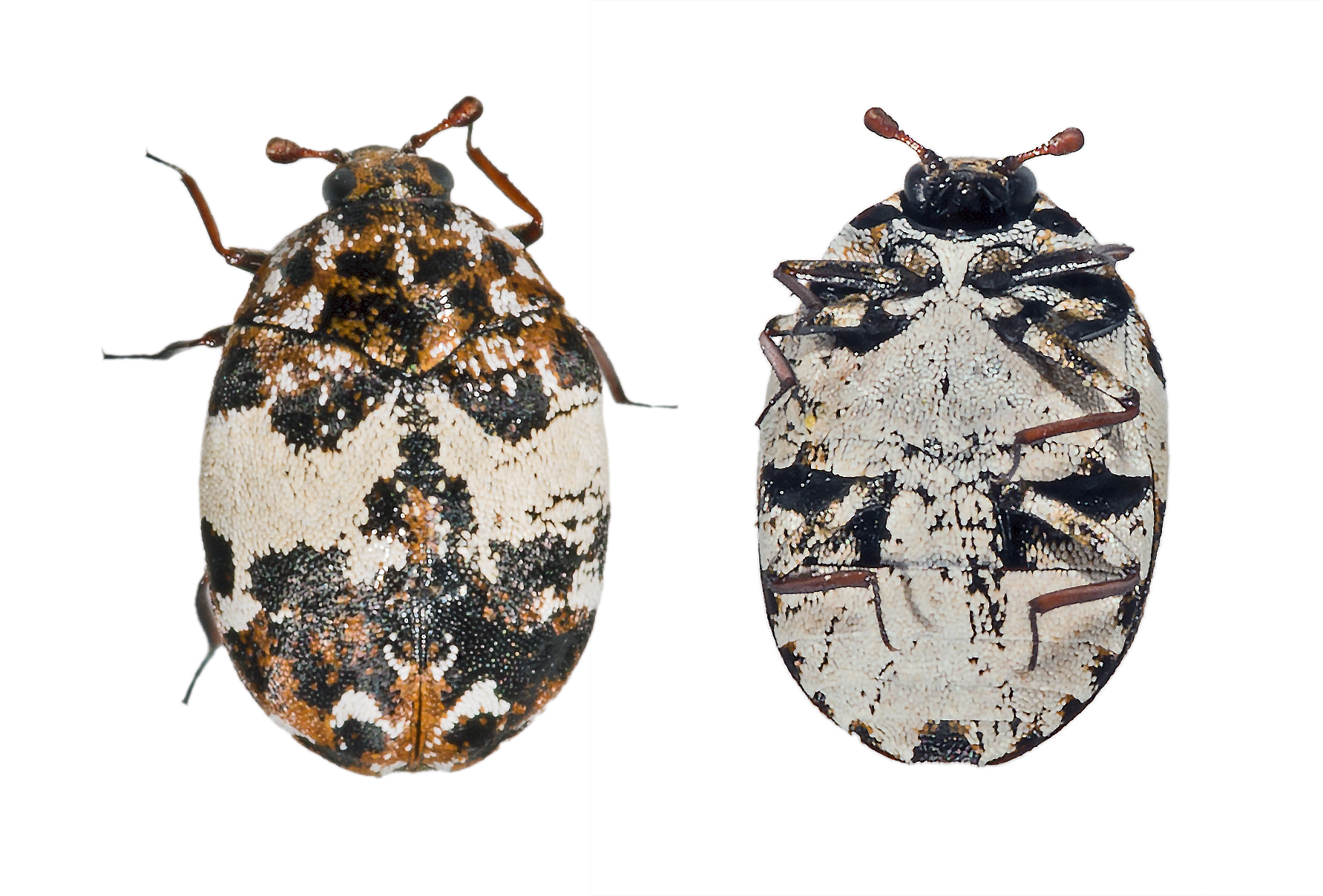
Les deux faces

## Habitats
L'imago floricole sur Apiacées et Astéracées, larves dans des nids de chenilles.

## Systématique
L'espèce Anthrenus pimpinellae a été décrite par l’entomologiste danois Johan Christian Fabricius en 1775 sous le nom initial de Byrrhus pimpinellae.
- Il existe un sous-genre dont le nom complet est  Anthrenus (Anthrenus) pimpinellae

### Synonymie
- Byrrhus pimpinellae Fabricius, 1775
- Anthrenus scrophulariae Fourcroy, 1785
- Anthrenus pimpinellae var. dimidiatus Hauser, 1894